# 루마니아햄스터
루마니아햄스터 또는 도브루자햄스터(Mesocricetus newtoni)는 비단털쥐과에 속하는 설치류의 일종이다. 불가리아와 루마니아에서 발견된다.